# ロサンゼルス暴動
ロサンゼルス暴動（ロサンゼルスぼうどう、英：Los Angeles Riots; LA Uprising）は、1992年4月末から5月初頭にかけて、アメリカ合衆国のロサンゼルスで起きた大規模な暴動。アメリカにおいて異人種間の対立という形を取って現れる「人種暴動（race riot）」の典型的なものとして知られる。
単なる黒人と白人の対立にとどまらず、ロサンゼルスという多人種都市において様々な人種を巻き込んで広がったこと、また被害がきわめて大きかったことなどから、多くの映画や小説でも描かれ、現代アメリカ文化において頻繁に参照される重要事件のひとつとなっている。 日本ではしばしば「ロス暴動」とも略称される。

## 概要
直接のきっかけは1991年3月3日、ロドニー・キングという黒人男性がロサンゼルス市内を運転中にスピード違反容疑で停止を命じられたのち逃亡し、現行犯逮捕された事件である。
このとき車を降りたキングが警官らの指示に従わなかったとして、ロサンゼルス市警の警官4人が集団で激しい暴行を加えた。偶然撮影されたこのときの様子を全米のテレビネットワークが放送し、市警の対応に強い批判が起きた。
警官4人は暴行の容疑で起訴されるが、キングが仮釈放中だったことや飲酒運転の疑いがあったことなどから、約1年後の1992年4月に無罪の評決を受けた。この結果に対し、黒人社会を中心に広範囲で激しい抗議活動が起こり、一部が暴徒化して警察署・裁判所などが襲撃された。
この際に警察署以外に韓国系アメリカ人が経営する商店などでも6日間にわたって略奪が発生し、逮捕者1万人・被害総額10億ドルという大規模な暴動へ拡大した。現代アメリカ史上、1980年のマイアミ暴動や、2015年にボルティモアで起きた抗議活動と並んで、人種間の衝突から発展した特に大きな暴動事件として知られている。
またこの暴動は、メディアの報道姿勢が大きく問い直されるきっかけにもなった。暴動の発生当初にアメリカ国内の主要メディアが、黒人と韓国系というマイノリティ同士の争いにすぎないと強調して事態を矮小化するため、韓国系アメリカ人の黒人に対する差別意識や黒人社会との対立を大幅に誇張した報道を繰り返していたことが後に明らかになり、メディア報道がはらむ人種的偏見の是正が以後のアメリカ社会で大きな課題となった。

## 経緯

### ロドニー・キング事件
1991年3月3日、当時25歳だった黒人男性ロドニー・キングは、レイクビュー・テラス付近を運転中にロサンゼルス市警（以下「LA市警」）の警官らにスピード違反容疑で停車を命じられた。2年前に起こしたコンビニ強盗事件の懲役から仮釈放中だったキングは再収監を恐れて逃走したが、警察車両による追跡のすえ強制的に停車させられる。
キングは車を降りたが、警官らは「うつぶせになるようにとの指示に従わず、また反抗的な態度を取った」として、キングを取り囲み装備のトンファーバトンやマグライトで殴打するなどの激しい暴行を加えた。偶然この様子を近隣住民がビデオカメラで撮影しており、この映像が全米で報道されたため、各地で警察側の対応を批判する声が高まった。
この事件でビデオに映り身元が分かった白人警官3人（ステーシー・クーン巡査部長、ローレンス・パウエル巡査、ティモシー・ウィンド巡査）とヒスパニック系警官1人（セオドア・ブリセーノ巡査）の計4人が起訴された。警察側は裁判で「キングは巨漢で、酔っていた上に激しく抵抗したため、素手では押さえつけられなかった」と主張した。
報道された暴行現場の映像では、おとなしく両手をあげて地面に伏せたキングが無抵抗のまま殴打されていたが、こちらは証拠として採用されなかった。暴行は苛烈をきわめ、キングはあごと鼻を砕かれたほか脚と腕の重度骨折・眼球破裂などの重傷を負っていたが、これも裁判では重視されなかった。また暴行後に病院に搬送されたキングからアルコールが検出され飲酒運転の疑いが濃かったこともキングに不利に働いた。
こうしたことから、事件発生から1年が経過した1992年4月29日、ヴェンチュラ郡上級裁判所において陪審団は無罪評決を下した。裁判所のあったシミバレーは白人住民が多く、陪審員の過半数も白人だったことが無罪評決となった原因の一つであるといわれる。

### 警察署襲撃

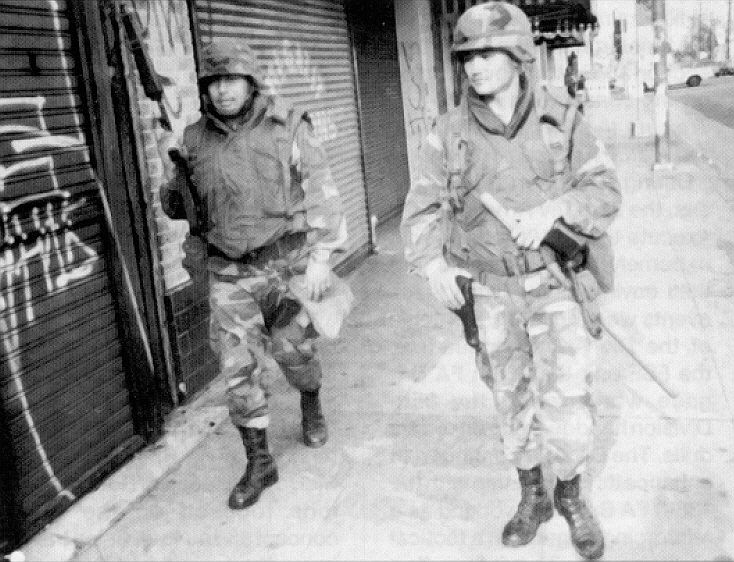
パトロールする州兵。州兵部隊のほか、4,000人を超える連邦軍部隊（陸軍および海兵隊）も投入された。

無罪評決が出たことが報道されると、黒人社会を中心に憤激が高まり、まず裁判所や警察署などを取り囲んで大規模な抗議集会が行われた。ほどなくしてその一部が暴徒化し、まず警察署を襲撃、ついでロサンゼルス市街で商店への放火や略奪をはじめた。
小規模な暴動及び抗議の動きはロサンゼルスだけではなくラスベガス、アトランタ、サンフランシスコをはじめとしたアメリカ各地、およびカナダの一部にまで波及した。多くの抗議活動では、警察の過剰な取り締まりと無罪評決を強く批判するプラカードが掲げられた。
暴動が発生すると、LA市警は現場に黒人警官のみを行かせるよう編成し、現場近くにいた白人制服警官達には「現場に近づくな」との命令が発せられていた。しかし暴動がさらに拡大すると、主な襲撃目標となったLA市警は自らを守るだけで手一杯の状況となり、暴動を取り締まることはできなくなっていった。

### レジナルド・デニー集団暴行事件
市内の一部地域で略奪行為が始まるなか、最初の著名な被害者となったのはトラック運転手のレジナルド・デニー（英語版）だった。白人のデニーは抗議が過激化しはじめた4月29日の夕方5時すぎ、交差点で停車中に興奮した暴徒に襲撃され、トラックから引きずり出されて激しい暴行を受けた。この襲撃の様子は、暴動取材のため上空を旋回していたテレビ局のヘリコプターによって撮影され、全米に中継された。
この映像をみた黒人を含む付近住民らが現場に集まり、暴徒を強くいさめてデニーを救出した。しかし病院に搬送されたデニーは頭蓋骨を骨折しており、言語障害と歩行障害を負って以後何年にもわたってリハビリ治療を受けることになった。

### 韓国系商店への襲撃

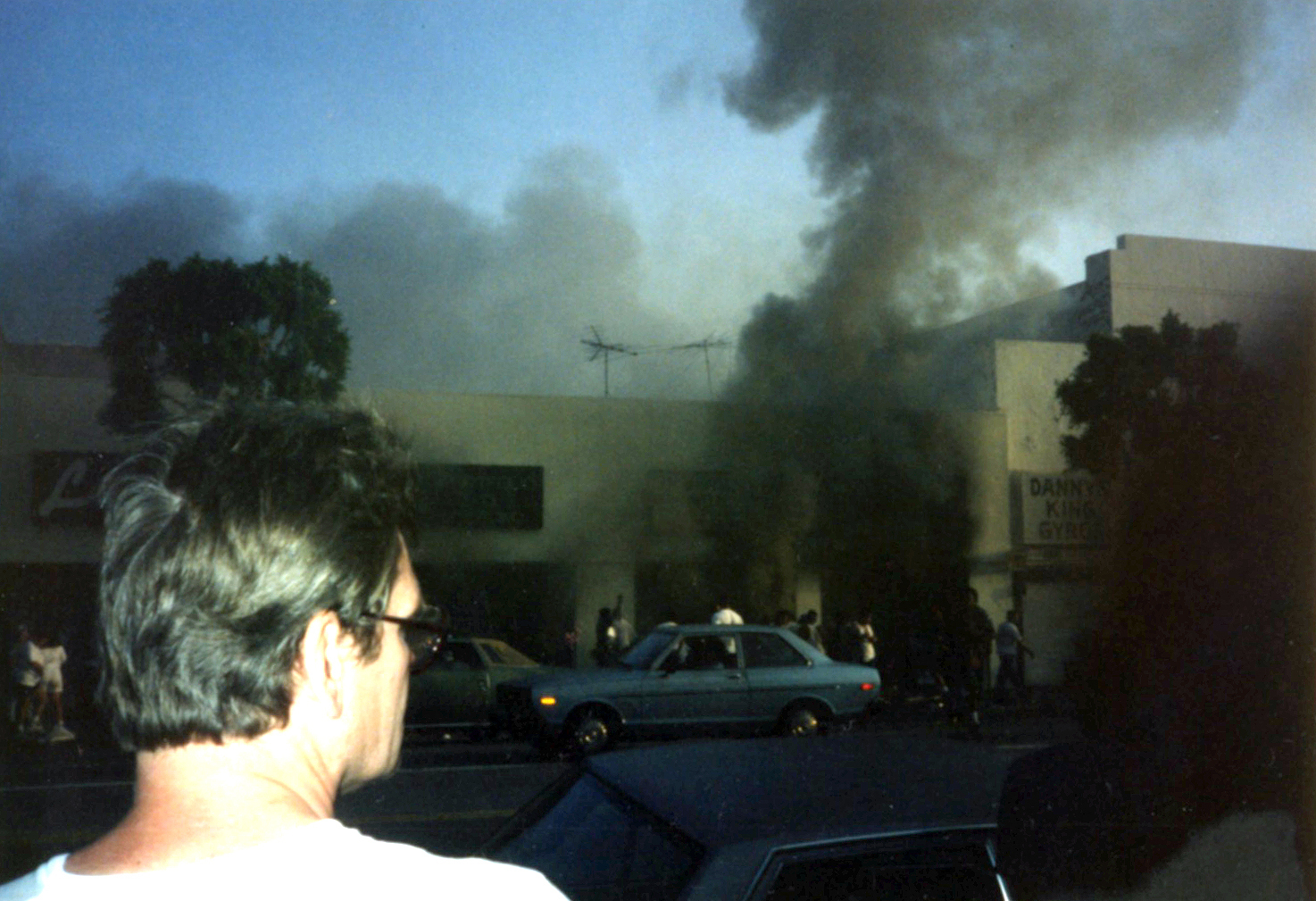
中心部のハリウッド大通りで黒煙が上がる様子（撮影日不明）。

警察署と並んでもうひとつの主たる襲撃対象となったのが、韓国系アメリカ人の経営する小規模商店である。襲撃による被害額の半分弱が韓国系アメリカ人の雑貨店・食料品店であるとされる。事件全体の死者63人のうち、韓国人の犠牲者は1人であった。
襲撃された商店の店主らは自衛のため暴徒へ向かって発砲を繰り返した（ルーフトップ・コリアンズ）。群衆の略奪から身を守る正当防衛とみなされたためその後も司法責任を問われることはなかったが、暴徒へ発砲する映像がテレビで繰り返し流されたことも暴動を過激化させる一因になったとも指摘されている。
かつては黒人と韓国系市民との間の対立・確執が暴動時の韓国系商店襲撃へと結びついたと指摘されたことがあるが、しかし専門家らによる大規模な追跡調査によると、韓国系市民の経営する商店が襲撃されやすかったのは、それが単に黒人が多く住むエリアで最も成功した目立つ店舗だったからである。この地区の韓国人店主たちは常連客である黒人客をバーベキュー大会に招いて持て成すなど友好的な関係にあり、暴動発生直後には、略奪者による襲撃を警告し、韓国人店主を助けるために駆け付けた黒人たちも多くいた。
実際に襲撃を行って逮捕された黒人たちへの聞き取りでも、韓国系アメリカ人そのものへの憎悪・反感はほとんど見られなかった。
また韓国系アメリカ人の店に限らず、黒人・プエルトリコ系・ラテン系など様々な人種の経営する店も無差別に略奪・破壊の対象となっている上、店舗を略奪した者のうち相当数は中国人や日本人、フィリピン人などの店を襲ったと信じていた。

### 暴動激化
4月29日、1973年から黒人として初のロサンゼルス市長を務めていたトム・ブラッドリー（翌93年9月末退任）が非常事態を宣言すると、これに呼応してカリフォルニア州知事ピート・ウィルソンが2,000人の州兵派遣を決定した。同日中に市内の高架道路を閉鎖する措置が取られ、これによって車社会であるロサンゼルスの移動は大きく制限された。

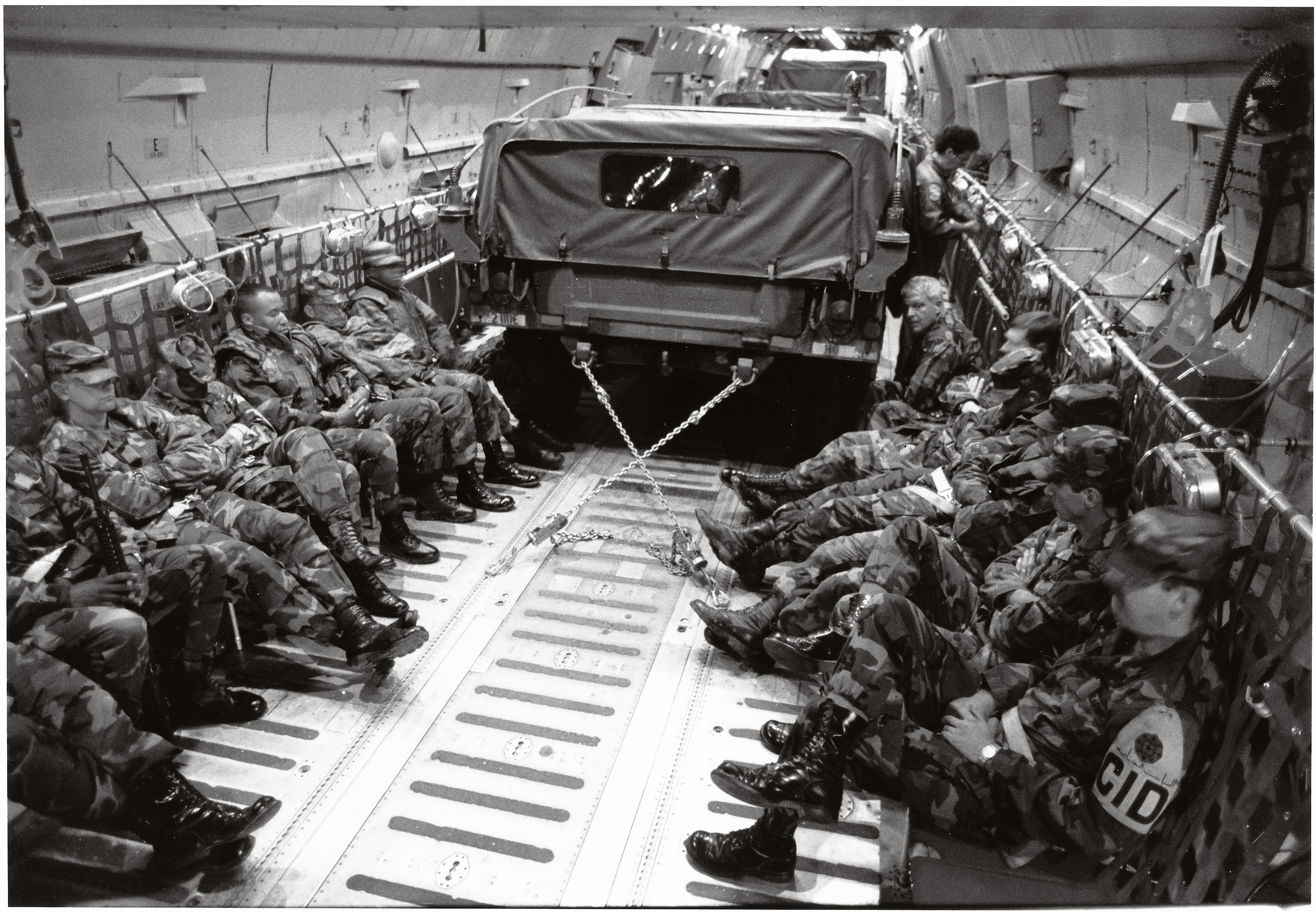
現地へ派遣される連邦軍部隊（1992年5月1日撮影）。

翌30日、市長は暴動が激しかった一部地域に外出禁止区域を設定するが、暴動が激化すると、同日中に外出禁止を市内全域へと拡大した。これにともなって市内では商店の営業が全面的に停止され、すべての学校が休校した。同日、州知事はさらに2,000人の州兵増派を決定。
なおも暴動は続いたため、翌5月1日には、ジョージ・H・W・ブッシュ大統領が陸軍と海兵隊からなる4,000人にのぼる部隊と、さらに暴動鎮圧の特殊訓練を受けた担当官1,000人の派遣を決定した。

### 暴動の収束へ
武力による鎮圧が進む一方、平和的な対話の呼びかけも始まった。同日、暴行で重傷を負い治療を続けていたロドニー・キングが、事件以後はじめてカメラの前に姿を現し、「言いたいことはひとつだけだ。仲良くやっていけないのか？」と暴動の収束を呼びかけた。
翌2日にはコリアタウンでアジア系・白人・黒人らからなる3万人規模の抗議集会が開かれ、略奪行為の即時中止を訴えた。また翌3日、当時の黒人社会で絶大な人気を誇っていた活動家ジェシー・ジャクソンがコリアタウンを訪れて韓国系アメリカ人の代表者らと面会、異人種間対話のための場を設けると宣言した上で、黒人コミュニティに暴動・略奪へ加わらないよう求めた。
こうした動きが重なり、5月3日になってようやく各地で暴動が沈静化しはじめる。5月4日には日中の市内の非常事態宣言・外出禁止令が解除され、商店の営業や学校の授業が再開された。これと前後して連邦司法省は、無罪評決を受けた4人の警察官を、公民権法侵害（第7篇：人種差別行為禁止）の容疑で再捜査すると宣言した。こうして6日間にわたる大規模暴動はようやく収束した。

## 被害規模
一連の暴動・略奪によって、死者63名、負傷者2,383名、逮捕者1万2,000名を出した。またおよそ3,600件の火災が発生し、1,100件の建物が破壊され、4,500の店舗や企業が略奪や打ちこわしにあった。被害総額は10億ドルにも及ぶ。被害の多くは韓国系アメリカ人が所有する建物や企業に集中している。また死者の44％が黒人、31％がラテン系、22％が白人という調査結果が出ている。
コリアタウンでの被害が拡大したのは、ロサンゼルス市警が白人からの通報に比べて韓国系アメリカ人やメキシコ系移民からの救援要請に対しては迅速に対応しなかったことも原因のひとつとされており、のちにアジア系やプエルトリコ系・ラテン系など、人種的マイノリティ市民の団体が共同で非難声明を出している。

## 暴動発生の背景
ロサンゼルス暴動はロドニー・キング事件における白人警官への無罪評決だけで突如として起こったのではなく、その背景には長期にわたる人種間の緊張の高まりがあった。

### 治安状況

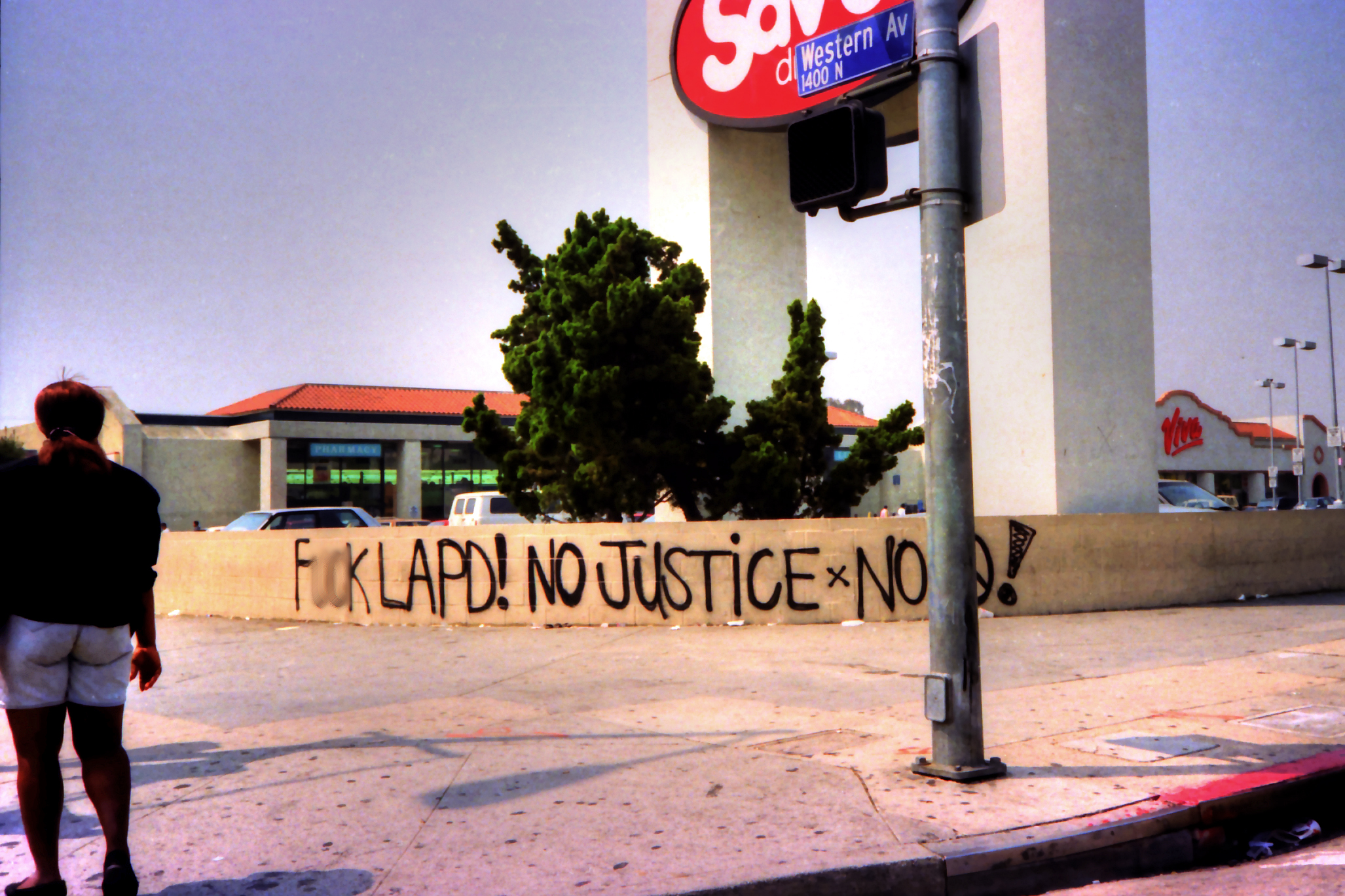
暴動発生当時、ロサンゼルス市内に現れた落書き。「くたばれLA市警！正義なくして平和なし」（1992年4月撮影）

事件が起きたサウス・セントラル地区では、アフリカ系アメリカ人の失業率が突出して高く治安も悪化していた。またLA市警による厳しい取り締まりも恒常化していた。
こうした黒人と抑圧する白人という根深い構造が、アメリカにおける他の人種暴動と同様に、ロサンゼルス暴動の引き金を引くことになった。
ただし商店への襲撃や略奪行為には黒人だけでなくプエルトリコ系も加わった上、一部地域では白人・アジア系労働者も暴徒化したことが報告されており、単に黒人と白人の対立だけではなく長期にわたる多人種間の緊張が暴動につながったと考えられている。

### マイアミ暴動
現在多くの専門家によって暴動のモデルになったとされているのは、1980年にフロリダで起きた「マイアミ暴動」である。このときも同様に無抵抗の黒人が白人警官によって殴打されたが、警官は無罪釈放となったため、やはり市内の広い範囲で略奪が発生している。この事件は米国内の人種的マイノリティ住民の社会でその後も繰り返し語り継がれたため、当時この事件をテレビ報道で見聞きしていた黒人やプエルトリコ系住民がロドニー・キング事件への怒りをマイアミ暴動と同様の形で表明することになった、と指摘されている。

### 人種間対立
暴動が始まったころのサウス・セントラル地区では、人種の割合も大きく変動していた。かつて居住者の大半を占めていた黒人に代わって、プエルトリコ系・ラテン系・アジア系の移民が急増した。国勢調査によれば、同地区におけるプエルトリコ系・ラテン系住民の増加率は134%に達している。
こうした中、以前は黒人が担っていた単純労働が、より低賃金のプエルトリコ系・メキシコ系市民へ移行しはじめると、黒人社会では不当に仕事を奪われているとして反発が高まった。
また韓国系市民も急増していた。アメリカでは1965年に国別の移民数割当を廃止する新しい移民法が成立したため、当時軍事独裁政権下にあった韓国からアメリカへ逃れる韓国人が急増、1980年代後半には毎年3万人超がアメリカへ移住するようになっていた。
韓国からの移民の多くは、自国では医師や建築家といった専門職に就いていた者であっても、言語の壁や雇用上の不利から、ほとんどが小規模商店を営業することになった。またその大半は、大型チェーン店のない黒人貧困地区に店を置かざるを得なかったため、万引きや窃盗・破壊行為などに恒常的に悩まされることとなった。多くは黒人街とは別の場所に住居を持ち、また英語を流暢に話す者も比較的少なかったため、黒人居住区からは孤立した独自のコミュニティを築いていた。
そうした韓国系移民の商店が大きな成功を収めるようになると、黒人社会では「韓国系は自分たちには打ち解けないのに黒人を相手に儲けている」というイメージが定着し、また経済格差が広がってゆくことに対する怨嗟・不満の声が出るようになった。またそうした不満を背景に、韓国系アメリカ人の店では客扱いがひどい、商品を値上げしているといった悪評が黒人社会で意図的に流されるようになっていった。
大きな暴動・略奪の多くは市内のコリアタウン地区で発生したため、これらの韓国系市民による黒人への差別感情や、韓国系市民と黒人社会との確執などが暴動につながったのではないかとかつては指摘されていた。しかし前述のとおり、この見方は現在では多くの研究者・ジャーナリストらの詳細な調査によって明確に否定されており、暴動発生は、あくまでロサンゼルスという多人種都市における様々な人種間の緊張が背景になったと考えられている。
1980年代後半のアメリカでは、そうした人種的マイノリティ間の反目や衝突が各地で起きるようになっていた。1989年には、スパイク・リー監督が映画『ドゥ・ザ・ライト・シング』でニューヨークのブルックリンを舞台に、黒人・イタリア系・プエルトリコ系・韓国系など人種間の衝突が店舗襲撃へと発展する様子を描いている。

### 司法の不平等
また当時のアメリカでは黒人が被害者となった事件で加害者への量刑が軽くなる事件が相次ぎ、人種をめぐる司法の不平等が存在するとして黒人社会で不満が高まっていた。その代表例の一つに挙げられるのが、ロドニー・キング事件が起きた直後の1991年3月16日、当時15歳の黒人少女ラターシャ・ハーリンズが射殺された事件である。
これはロサンゼルス市内の雑貨・食料品店を訪れたハーリンズが、商品をバッグに入れたところを店主が見とがめ、2人の間で激しい言い争いとなったすえ、店主側がハーリンズに発砲して死亡させたという事件である。
韓国系移民の店主は逮捕され、検察は故殺の容疑で起訴した。事件から半年後に陪審団は有罪の評決を下したが、11月15日、判事は、この店で黒人の未成年者らによる万引きがたびたび発生していたことや、店が黒人暴力団による執拗な脅迫に悩まされていたことなどを理由にこれを覆し、店主の正当防衛を認めた上で執行猶予がつく「第3級謀殺」（日本法の過失致死に相当）へと大幅に減刑した。
大規模な暴動や抗議活動はロドニー・キング事件の無罪評決が出るまで起きていないため、ロサンゼルス暴動との直接の関係は現在では否定されている。しかし事件のきっかけとなった商品がわずか2ドル足らず（約200円）のジュース瓶だったことなどから、黒人がわずかな罪の容疑で射殺され、さらに加害者への量刑も不当に軽くなる傾向がアメリカの黒人社会で改めて認識されることとなり、司法の不平等に対する不満が高まる遠因になったとも言われる。
のちにハーリンズの遺族は民事事件として店主を提訴し、店主側が30万ドル（約3000万円）の慰謝料を支払うことで和解している。

## 暴動以後

### 暴行事件の再調査
暴動が収束したのち、連邦司法省はロドニー・キング事件に関与した警官らに対して、公民権違反（人権侵害）の容疑で再捜査を開始した。暴動発生から約1年後の1993年4月17日に判決が言い渡され、現場で指揮を執る立場にあったクーン巡査部長と直接関与したパウエル巡査の2人が有罪、ブリセーノ巡査とウィンド巡査は無罪となった。4人とも判決が下る前にロサンゼルス市警から懲戒解雇処分を受けている。
またキングへの賠償についても再審理が行われた。キングは「警官の暴行は人種的な背景によるもので、頭部を殴打されたため脳に回復不能の障害が残り視力低下や頭痛、集中力欠如などの後遺症に苦しむ」と主張、これが大筋で認められ、ロサンゼルス市に対して約382万ドル（当時レートで約3億9700万円）の賠償金を支払うよう勧告された。

### ロサンゼルス市警の改革
ロサンゼルス市警は、後にクリントン政権で国務省長官となるウォレン・クリストファーを座長に据えた組織改革委員会を立ち上げ、事件の検証と再発防止策の策定に乗り出した。
内部調査をもとにこの委員会が発表した報告書は、それまでのロサンゼルス市警では職員の大半が白人の男性だったことや、職員が自らの権威を誇示するため暴力的な言動を当然視する組織的体質があったことなどを事件の遠因と指摘し、市政府に対して抜本的な組織改革を要求した。
この報告書では、ロサンゼルス市警全体に黒人蔑視が蔓延しており、幹部間でも黒人を指して「ゴリラ」「サル」などと呼んでいたことなどが判明し、アメリカ社会に大きな衝撃を与えた。この報告書以後、ロサンゼルス市警では黒人や女性の職員が増員され、取り締まりには人権や安全に配慮した専門的な講習が義務づけられるようになった。

### 人種間対話の試み
一連の経緯はアメリカに暮らす韓国系市民にとって、自らが襲撃対象となった事件として大きな衝撃をもって受け止められ、暴動が始まった4月29日は「サイグー（429の意）」として長く記憶されることになった。
暴動のあと、カリフォルニア州立大学のアジア系アメリカ人・太平洋アジア研究所や、カリフォルニア大学ロサンゼルス校のアジア系アメリカ人研究センターなどが、韓国系とアフリカ系共同のシンポジウムを組織するなど共存へ向けた関係再構築の動きを始めた。またこれらの研究機関でロサンゼルス暴動を詳細に分析する努力も続けられ、多くの研究が行われている。またロサンゼルスの韓国系市民が集まるオリエンタル・ミッション教会などでは、近隣のアフリカ系市民を招いて合同礼拝を行うなど、緊張緩和の努力が行われるようになった。

### そのほか
キングはのち、2012年6月17日ロサンゼルス市内の自宅プールで死去した。47歳だった。

## 暴動を題材にした作品（音楽）
ロサンゼルス暴動は被害がきわめて広い範囲に及んだこと、また警察が人種的マイノリティを抑圧している現状が鮮明になったことなどから、アメリカのポピュラー文化に大きな影響を与えた。特にポピュラー音楽の世界では、暴動を直接描写したプロテスト・ソングが多数書かれ、また暴動以前に書かれた歌が、暴動へとつながる黒人抑圧の構造を歌っているとして再注目されるようになった。
ボディ・カウント『コップ・キラー（警官殺し）』(1992)
ボディ・カウントは著名ラッパー、Ice Tのサイドプロジェクトで、この歌は暴動発生の約1か月前にリリースされた。覆面をかぶり警官を射殺してまわる人物が描写されており、ロサンゼルス市警長官だったダリル・ゲイツを名指ししていたため市警を中心に激しい抗議を受けた。Ice Tは、これは警察を実際に殺害するよう求める歌ではなく、全ての人種に対する残虐行為に対する怒りの表現だと釈明した。
サブライム『1992年4月29日』(1992)
題名のとおりロサンゼルス暴動の状況を直接扱った曲で、ロックバンドのサブライムが黒人とメキシコ系市民が置かれた厳しい状況を歌い、ロサンゼルスの混乱を「おまえはテレビで見ていただけだ」と差別を傍観する姿勢を批判している。
Thurz『ロドニー・キング』 (2011)
ロドニー・キングが暴行を受けるまでの一日を歌う。キングが街で高圧的な警官から差別的な扱いを受けたりマリファナを吸ったりする荒んだ生活を送るなか、しだいに警官への反感を深めてゆく様子が描かれている。『L.A. Riot』と題するアルバムに収録された。
デビッド・ボウイ『Black Tie, White Noise』 (1993)
暴動発生時、偶然ロサンゼルスに滞在していたデビッド・ボウイは、現地で見た襲撃や暴行の激しさに衝撃を受けてこの歌を書き、翌年発表したアルバムのタイトル曲とした。この歌は異なる人種が互いに吸収されず、共存してゆくことの重要さを歌っている。発表当初は評価が低かったが、のちにボウイの代表作の一つに数えられるようになった。
アイス・キューブ『ブラック・コリア』(1991)
ラッパーのアイス・キューブが暴動発生の半年前にリリースした。韓国系アメリカ人の経営する商店で、黒人の少年少女が万引き犯のように扱われることに対する憤りを扱った歌で、「『黒い拳』に敬意を払え、さもなきゃ俺たちはお前らの店を燃やしてカリカリになるまで黒焦げにしてやるぞ」などと歌っている。この曲が一般に広く知られるようになったのは暴動発生の後であって、曲と暴動の間に明確な因果関係はないが、上記のラターシャ・ハーリンズ射殺事件に触発されて書かれたとされている。
歌詞が人種差別的だとしてアジア系アメリカ人団体を中心に強い批判が起こり、のちにアイス・キューブは「自分は韓国系アメリカ人を尊敬しており、この曲に彼らをおとしめる意図はなかった」と釈明する謝罪声明を発表した。
レイジ・アゲインスト・ザ・マシーン『Killing in the Name』(1992)
ロサンゼルス暴動を直接の題材とした曲で、デビューアルバム『Rage Against the Machine』に収録された。

## 暴動を題材にした作品（その他）

### 映画・TV番組
- 『わが街』：1991年公開。ロサンゼルス暴動の遠因となった異人種間、および異なる社会階層によって分け隔てられた人々を描いている。主人公（白人）が自分のレクサス・LS400で帰宅中エンジントラブルを起こし、黒人の暴漢に囲まれてしまうが、レッカー車に乗った黒人に助けられるというシーンがあり、奇しくもこの1年後に同じことが現実に起こった。
- 『マルコムX』：1992年公開。冒頭でマルコムXの実際の演説と共に暴行を受けるロドニー・キングの映像が挿入されている。
- 『カッティング・エッジ』：1994年公開（日本未公開）。暴動後のベニスビーチを描いている。
- 『アメリカン・ヒストリーX』1998年公開。白人至上主義者の主人公が家族との食事の場でロドニーキング事件は捏造されたものだと主張し家族間に深い亀裂が走る。
- 『ダーク・スティール』：2002年公開。腐敗した警察をロサンゼルス暴動に向けた時間軸で描いている。また、ロドニー・キング事件と、レジナルド・デニーを殴打している実際のシーンが挿入されている。
- 『ザ・LAライオット・ショー（英語版）』：2005年公開。事件を基にしたブラック・コメディ映画。スヌープ・ドッグが進行役として出演。
- 『マイ・サンシャイン』：2017年公開。暴動に巻き込まれていく家族が描かれる。
- 『LA 92（英語版）』：2017年公開。起点となったロドニー・キング事件から暴動集結までを全て実際の映像で振り返る。当時の大衆やメディアが人種差別をどのように捉えていたか見ることができる。
- 『ポケットいっぱいの涙』
- 『ドゥ・ザ・ライト・シング』
- 『アメリカの息子』：2019年公開。1980年のマイアミ暴動で心に深い傷を受けた黒人女性とその白人の夫との葛藤を描く映画。「ロドニー・キング」の名前が重要な役割を果たしている。
- 「ロサンゼルス暴動　その時…～炎上する街に響いた奇跡のスピーチ～」：NHK『アナザーストーリーズ 運命の分岐点』2019年12月放送。暴動を収束に向かわせたロドニー・キングらの努力を描く。

### 漫画
- 『ゴルゴ13』：第101巻3話「カオスの帝国｣。女性社会学者が専攻している「社会カオス理論｣の実証のため、暴動のきっかけとなったロドニー・キング事件を仕組み、さらにその後の裁判で警察官が無実となるように操作して暴動を誘発するというストーリーとなっている。

### その他
- ドラマ『L.A.ロー 七人の弁護士』：ロサンゼルス暴動当日をエピソードにした回が存在する。
- ドラマ『天才少年ドギー・ハウザー』：ロサンゼルス暴動を題材にしたエピソードがある。主人公・ドギーの勤務する病院には暴動による負傷者が次々と運び込まれる。
- ゲーム『グランド・セフト・オート・サンアンドレアス』：架空の1992年が舞台で、ロサンゼルスをモデルにした都市が登場し、終盤に大規模な暴動が発生する。